# August von Druffel
August von Druffel (* 21. August 1841 in Koblenz; † 23. Oktober 1891 in München) war ein deutscher Historiker, der als Mitarbeiter der Historischen Kommission bei der Bayerischen Akademie der Wissenschaften durch seine Quelleneditionen zur politischen Geschichte des Heiligen Römischen Reiches im 16. Jahrhundert hervorgetreten ist.

## Leben
Er studierte Geschichte in Innsbruck, Berlin und Göttingen und promovierte 1862 mit einer Arbeit über Kaiser Heinrich IV. und seine Söhne. Seine Lehrer waren in Innsbruck Julius von Ficker, in Berlin Philipp Jaffé und in Göttingen Georg Waitz, welcher für ihn die größte Bedeutung erlangte. In Innsbruck war er einer der drei Stifter des Corps Rhaetia. Nach seiner Teilnahme als Landwehroffizier in einem westfälischen Regiment am Mainfeldzug von 1866 und den Krieg gegen Frankreich 1870/71, habilitierte er sich an der Ludwig-Maximilians-Universität München zum Privatdozenten. 1875 wurde er außerordentliches und 1884 ordentliches Mitglied der Königlich Bayerischen Akademie der Wissenschaften. 1885 wurde er ordentlicher Professor in München. Wohl infolge von Verwundungen, die aus seiner Teilnahme im Deutsch-Französischen Krieg 1870/71 stammten, erkrankte von Druffel schwer und starb mit 50 Jahren.
Als Mitglied der Historischen Kommission in München bearbeitete er die Wittelsbachische Korrespondenz. Besonders bedeutsam sind seine Beiträge zur Reichsgeschichte, die Carl Adolph Cornelius als „musterhafte Arbeit, ausgezeichnet namentlich durch die Fülle und Genauigkeit der begleitenden Anmerkungen“ bezeichnete. Sie wurden nach Druffels Tod von Karl Brandi und Walter Goetz herausgegeben. Beide wohnten in München in dessen Haus bei Luise von Druffel.

## Veröffentlichungen
- Kaiser Heinrich IV. und seine Söhne. Coppenrath, Regensburg 1862 (Digitalisat von Google Bücher).
- Briefe und Akten zur Geschichte des sechzehnten Jahrhunderts mit besonderer Rücksicht auf Bayerns Fürstenhaus. Auf Veranlassung und mit Unterstützung Seiner Majestät des Königs von Bayern herausgegeben durch die historische Commission bei der königlichen Academie der Wissenschaften. Mehrere Bände, München (Digitalisate im Internet Archive: 1. Bd., 2. Bd. u. 3. Bd.).
  - 1. Bd., 1873: Beiträge zur Reichsgeschichte 1546–1551. Bearbeitet von August von Druffel.
  - 2. Bd., 1880: Beiträge zur Reichsgeschichte 1552. Bearbeitet von August von Druffel.
  - 3. Bd., 1882: Beiträge zur Reichsgeschichte 1547–1552. Bearbeitet von August von Druffel.
  - 4. Bd., 1896: Beiträge zur Reichsgeschichte 1553–1555 von August von Druffel ergänzt und bearbeitet von Karl Brandi.
- (Hrsg.): Des Viglius van Zwichem Tagebuch des Schmalkaldischen Donaukriegs. München 1877 (Digitalisat im Internet Archive).
- Kaiser Karl V. und die römische Curie, 1544–1546. München 1877–1883 (Digitalisat im Internet Archive).
- Der Augustinermönch Johannes Hoffmeister. München 1878.
- Ignatius von Loyola und die römische Curie. München 1879 (Rezension).
- Monumenta Tridentina. Beiträge des Concils von Trient 1546–1547 begonnen von August von Druffel fortgesetzt von Karl Brandi. I. Band. Von der Sendung der Legaten nach Trient (März 1545) bis zum Beginn des schmalkaldischen Krieges (Juni 1546). München 1899 (Digitalisat im Internet Archive).